# 島崎晋
島崎 晋（しまざき すすむ、1963年 - ）は日本の歴史物の著作家。

## 略歴
1963年（昭和38年）、東京都に生まれる。立教大学文学部史学科卒業（東洋史学専攻）。
大学在学中に、立教大学と交流のある中華人民共和国山西大学（山西省太原市）への留学経験をもつ。
卒業後は旅行会社勤務ののち、編集者として歴史雑誌の編集をおこない、のちに主として歴史関係・宗教関係を著述する作家として独立した。

## 著書

### 単著
- 『目からウロコの世界史』PHPエディターズ・グループ、1999年9月。ISBN 4569608086
- 『目からウロコの東洋史』PHPエディターズグループ、2000年8月、ISBN 4569612415
- 『目からウロコのヨーロッパ史』PHPエディターズグループ、2000年12月。ISBN 4569614205
- 『らくらく読める古事記』廣済堂出版、2003年9月。ISBN 4331509966
- 『らくらく読める平家物語』廣済堂出版、2004年7月。ISBN 4331510565
- 『らくらく読める聖書』廣済堂出版、2006年3月。ISBN 4331511480
- 『目からウロコの孫子の兵法－ライバルに勝つ65の知略』2006年7月。ISBN 4569654851
- 『まるわかり中国の歴史』PHPエディターズ・グループ、2008年6月。ISBN 4569700195
- 『いっきに読める史記』PHPエディターズ・グループ、2009年3月。ISBN 4569707815
  - 『いっきに読める史記』PHP文庫、2023年4月。ISBN 4569903088
- 『あっ!と驚く 世界「国境」の謎』PHP研究所<PHP文庫>、2009年7月。ISBN 4569671705
- 『よくわかる「古事記」』新人物往来社、2009年9月。ISBN 4404037325
- 『いっきに読める聖書』中経出版、2009年10月。ISBN 4806135003
- 『いっきに読める三国志』PHPエディターズ・グループ、2009年11月。ISBN 4569775284
- 『中国人も知らない中国の歴史』ベストセラーズ<ベスト選書>、2010年5月。ISBN 4584122695
- 『名言でたどる世界の歴史』PHPエディターズ・グループ、2010年6月。ISBN 978-4-569-77939-3
- 『日本の十大合戦 歴史を変えた名将の「戦略」』青春出版社<青春新書インテリジェンス>、2010年8月。ISBN 4413042840
- 『歴史を操った魔性の女たち』廣済堂出版<廣済堂文庫>2010年9月。ISBN 4331654761
- 『中国人の考え方が2時間でわかる本』PHP研究所、2011年3月、ISBN 4569795986
- 『マンガでわかるイギリスの歴史: 一気に読み解く! 世界史を変えた人物列伝』誠文堂新光社、2015年9月。ISBN 4416715560
- 『お金」で読み解く日本史 (SB新書) 』SBクリエイティブ、2018年5月。ISBN 4797396148
- 『眠れなくなるほど面白い 図解 孫子の兵法』日本文芸社、2019年2月。ISBN 4537216662
- 『覇権の歴史を見れば、世界がわかるー争奪と興亡の2000年史』ウェッジ、2020年2月。ISBN 4863102232
- 『面白くて眠れなくなる『古事記』』PHP研究所、2020年3月、ISBN 4569846823
- 『眠れなくなるほど面白い 図解 ギリシャ神話: 神々の壮大な物語が世界一スッキリわかる! 』日本文芸社、2020年8月。ISBN 4537218266
- 『劉備玄徳の素顔』エムディエヌコーポレーション<MdN新書>、2020年12月、ISBN 4295200832
- 『徹底図解 世界の宗教 新版』 新星出版社、2022年9月。ISBN 440510736X
- 村山 秀太郎 監修『イッキにわかる!国際情勢 もし世界が193人の学校だったら』二見書房、2022年12月。ISBN 4576221981

### 共著
- 島崎・納村公子『年表でたどる中国の歴史〈第1巻〉大河文明と中国統一』汐文社、2007年3月。ISBN 4811381920
- 島崎・納村公子『年表でたどる中国の歴史〈第2巻〉英雄・豪傑とモンゴル帝国』汐文社、2007年4月。ISBN 4811381939
- 島崎・納村公子『年表でたどる中国の歴史〈第3巻〉近代国家の成立と新しい中国』汐文社、2007年4月。ISBN 4811381947
- 島崎・大川玲子『図解 これだけは知っておきたいコーラン入門』洋泉社、2007年6月。ISBN 4862481515
- 島崎 著、門馬 司（原作）鹿子（鹿子）『昔々アヘンでできたクレイジィな国がありました』（KCデラックス コミック、講談社、2022年12月。ISBN 4065296129